# Jonathan Barrios
Jonathan Ernesto Barrios Alvarado (San Salvador, 20 ottobre 1985) è un calciatore salvadoregno, difensore dell'Isidro Metapán.

## Carriera

### Club
Ha sempre giocato in squadre della propria Nazione.

### Nazionale
Ha debuttato in Nazionale nel 2007.